# Castilleja laciniata
Castilleja laciniata är en snyltrotsväxtart som beskrevs av William Jackson Hooker och Arn.. Castilleja laciniata ingår i släktet målarborstar, och familjen snyltrotsväxter. Inga underarter finns listade i Catalogue of Life.